# Сахалинский округ
Сахалинский округ — административно-территориальная единица Дальневосточного края, существовавшая в 1925—1932 годах.
Сахалинский округ был образован 12 мая 1925 года на северной половине острова Сахалин. Центром округа был назначен город Александровск-Сахалинский. 4 января 1926 был передан в состав Дальневосточного края.
Округ был разделён на 4 района: Александровский, Охинский, Рыбновский и Рыковский.
В 1929 году были образованы ещё 2 района: Восточно-Сахалинский национальный (гилякский) и Западно-Сахалинский национальный (гилякский).
20 октября 1932 Сахалинский округ был преобразован в Сахалинскую область Дальневосточного края.
Население округа в 1926 году составляло 10,7 тыс. человек. Из них русские — 61,2 %; нивхи — 15,9 %; украинцы — 10,7 %; поляки — 3,4 %; белорусы — 1,9; ороки — 1,5 %; эвенки — 1,5 %.